# Companhia de Seguros Ultramarina
A Companhia de Seguros Ultramarina, também conhecida pela sigla CSU ou, simplesmente, Ultramarina, foi uma companhia de seguros portuguesa, com sede em Lisboa, que existiu entre 1901 e 1979.

## História

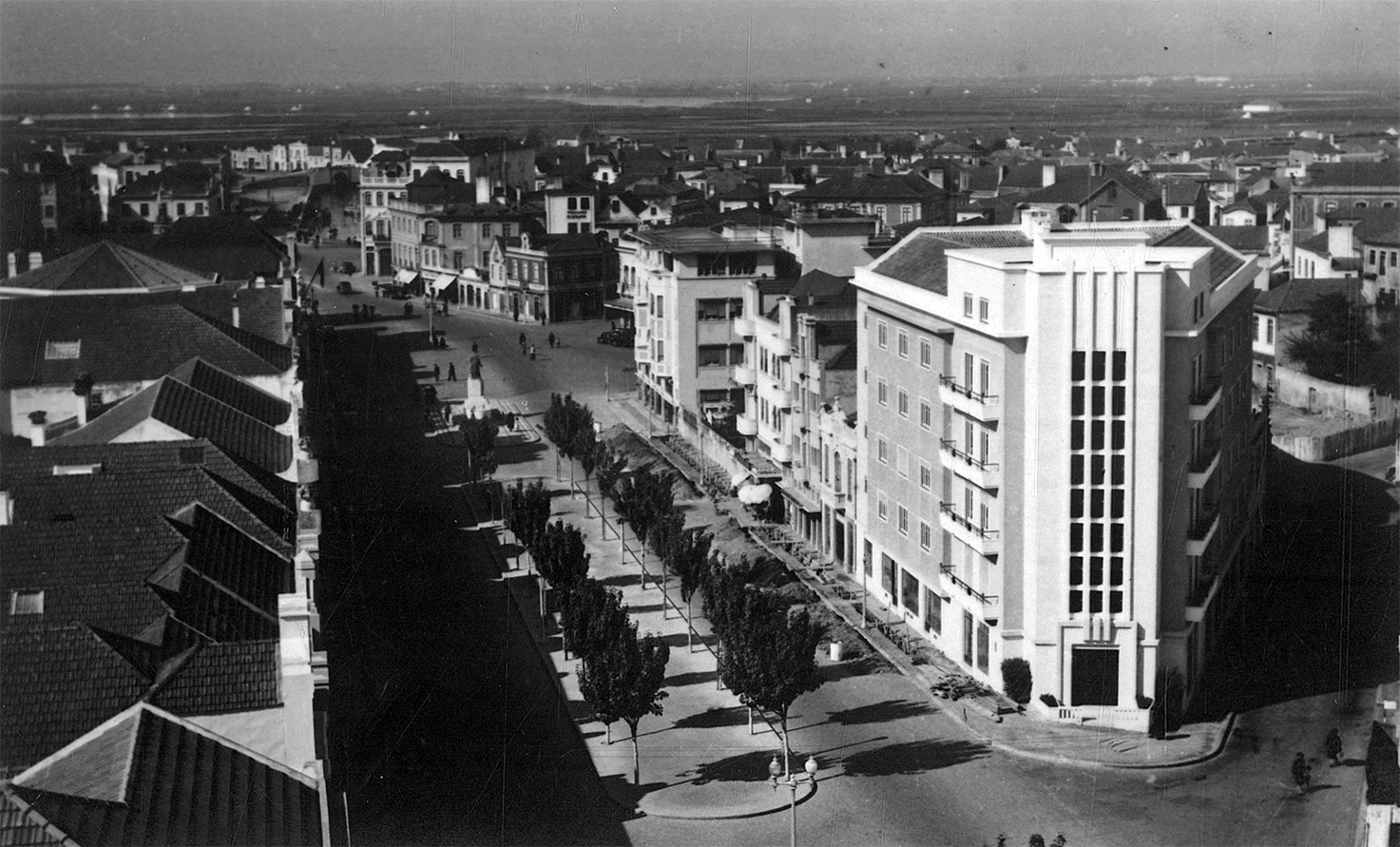
Edifício da agência em Aveiro, década de 1950.

A Ultramarina foi criada, originalmente, com o nome Companhia de Seguros Marítimos Ultramarina, na modalidade de sociedade anónima de responsabilidade limitada, em 11 de maio de 1901, por Francisco Inácio de Carvalho, António Marques de Freitas e Joaquim Afonso de Barros.
O objetivo original desta seguradora era o de efetuar seguros marítimos e fluviais ou de outra natureza, com sede em Lisboa, na Rua dos Capelistas, n.º 82 e, posteriormente, na Rua da Prata, n.º 14 e n.º 82. Tal como o nome Ultramarina indicava, esta companhia focava-se especialmente na área geográfica do território ultramarino português, possuindo agências nas principais cidades da metrópole, bem como nos Açores e Madeira (1919), Angola (1901), Moçambique (1922), Cabo Verde (1936), Macau (1938), Guiné Bissau (1940), São Tomé e Príncipe e Timor-Leste (1950).
Apesar do seu inicial foco em seguros marítimos, a Ultramarina rapidamente expandiu a sua atividade e começou a segurar a atividade de risco Postal (1904), Vida (1906), Agrícola (1909), Incêndio (1912), Guerra (1914) e Roubo (1916). Com os seus estatutos de 1933, o nome da seguradora perdeu a designação Marítimos, fruto da abrangência de atividade que a companhia revelava nesta data, estando autorizada a operar nas seguintes áreas: 

- a) Transportes marítimos, fluviais e terrestres;
- b) Incêndio, explosão e raio;
- c) Agrícola;
- d) Desastres no trabalho;
- e) Postal;
- f) Quebras de vidros.

— Estatutos da Companhia de Seguros Ultramarina, 1933.

O capital da companhia era de 500 mil réis, dividos em 5 mil ações no valor de 100 réis cada uma. Em 1933, este capital foi aumentado para 1 milhão de escudos e, em 1945, para 10 milhões. Em 1953, o capital foi novamente aumentado para 20 milhões de escudos, com o valor de 2 mil escudos por ação. Faziam parte dos acionistas o Banco Nacional Ultramarino (380 ações) e a Companhia Portuguesa de Resseguros Equidade (1 524 ações).
Após a Revolução de 25 de abril de 1974, a Ultramarina foi nacionalizada, juntamente com todas as companhias de seguro com capital português, através do Decreto-Lei n.º 135-A/75, de 15 de Março. Passou a ser gerida por uma comissão administrativa, até à nomeação de um Conselho de Gestão.
Em 1979, a Companhia de Seguros Ultramarina foi integrada, por fusão, na Companhia de Seguros Bonança, E.P., juntamente com a seguradora Comércio e Indústria e a União Fusões posteriores viriam a integrar a seguradora na Império Bonança, na Fidelidade Mundial e no seu grupo atual, Fidelidade.

## Logótipo

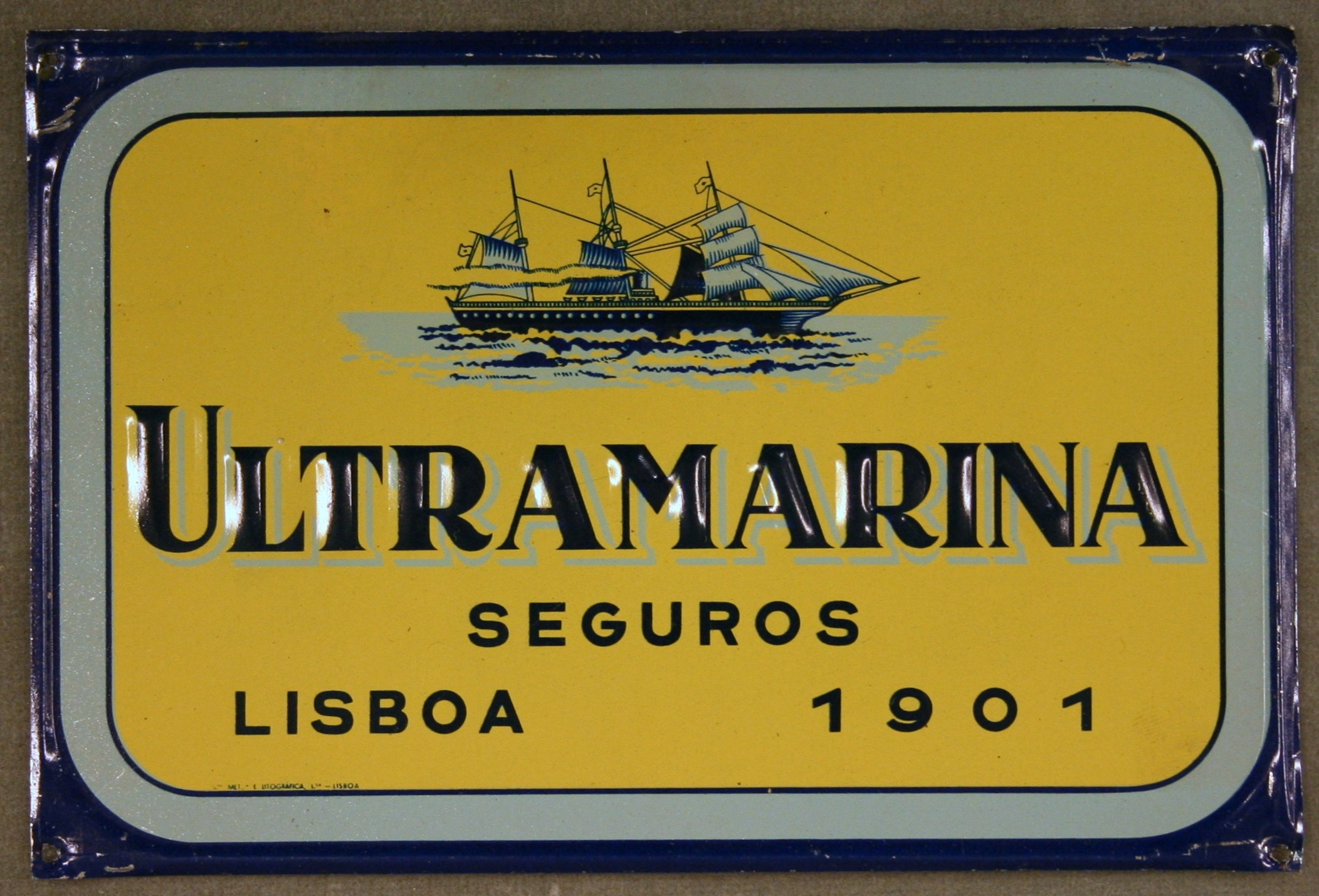
Logótipo original.

O emblema original, de forma retangular, retratava um navio misto em alto mar sobre um fundo amarelo, seguido de das inscrições "ULTRAMARINA SEGUROS" e "Lisboa 1901".
Posteriormente, foi adotado um logótipo azul, em forma de escudo, com um navio inserido no topo deste, dentro de uma coroa, duas inscrições ("SEGUROS" e "ULTRAMARINA") e as cinco quinas da bandeira portuguesa, no centro.